# Ерих Лудендорф
Ерих Фридрих Вилхелм Лудендорф (њем. Erich Friedrich Wilhelm Ludendorff; Крушевња, 9. април 1865 — Минхен, 20. децембар 1937) био је њемачки генерал и војни теоретичар. Један је од најзначајнијих руководилаца њемачке армије и организатора ратне привреде у Првом свјетском рату и отворени експонент њемачког милитаризма.
Потекао је из скромне пруске породице са подручја данашње Пољске. Са дванаест година је уписао кадетску школу у Плену. Школовање је наставио у Берлину, да би услијед одличних резултата и брзог напретка постао члан Њемачког генералштаба почетком 20. вијека. Ту се упознао са чувеним пруским генералом Алфредом фон Шлифеном, на чијим идејама се темељио план за рат који је услиједио. Интересовао се за проучавање и анализу тих идеја. Као утицајан поручник у склопу генералштаба, указивао је на слабо бројно стање у војсци Њемачког царства пред рат. Због игнорисања ауторитета кајзера Вилхелма II и представника министарства рата, изгубио је мјесто у генералштабу почетком 1913.
У мјесецима који су претходили рату, обављао је мање значајне војне обавезе у Диселдорфу и Стразбуру. Своју улогу је поново пронашао у августу 1914, када је надзирао опсаду Лијежа у току њемачке инвазије на Белгију. Репутација му је посебно порасла након Битке код Таненберга, једне од најзначајнијих побједа у историји њемачке војске. Послије низа успјешних акција на источном фронту, заједно са Паулом фон Хинденбургом се преселио на запад, гдје су командовали 1. и 2. њемачком армијом у тешким, рововским биткама. Још током боравка на источном фронту, Лудендорф се сукобљавао са многим утицајним личностима, како војним тако и политичким. У августу 1916, преузима мјесто генерала пјешадије у генералштабу. Заједно са Хинденбургом постаје главни фактор њемачке Врховне команде и де факто преузима власт у читавој држави. Спроводио је војну диктатуру и задирао у многе државне аспекте невезане за своју позицију, првенствено политику и индустрију. До самог краја се залагао за тотални рат и одбијао је идеје о примирју.
Био је утицајна личност у Њемачкој и у послијератним временима. Формирао је контроверзне ставове у вези пораза њемачке војске, којег је приписивао политичарима и Јеврејима. Сматрао је да Њемачка никад није поражена на ратишту и да јој је „забоден нож у леђа“. Његову популарност и мишљења искористио је Адолф Хитлер за успон Нацистичке партије. Учествовао је у покушајима пуча против владе Вајмарске републике у Берлину и Минхену. Написао је неколико дјела која су се базирала на војним анализама у вези са протеклим ратом.

## Дјетињство и одрастање
Ерих Фридрих Вилхелм Лудендорф је рођен 9. априла 1865. године у селу Крушевња у пруској провинцији Позен коју је чинила област око данашњег града Познања у Пољској. Био је треће од шесторо дјеце својих родитеља, оца Аугуста Вилхелма Лудендорфа и мајке Кларе фон Темпелхоф. Његова мајка је потицала из племићке, али сиромашне породице. Отац је био потомак трговачке породице са подручја Помераније. Био је власник мањих имања међу којима је била и скромна фарма на којој је Ерих Лудендорф одрастао.
Иако је стасавао у релативно мирној, руралној средини, период Лудендорфовог дјетињства и одрастања поклопио се са најбурнијим временима пруске историје. Само годину дана након његовог рођења, Ото фон Бизмарк водио је рат са Аустроугарском, а пет година касније и са Француском.
Основно образовање Лудендорф је започео у локалној школи. Значајно мјесто у обучавању имала је његова тетка. Упамћен је као тих дјечак који није лако склапао пријатељства. Био је дисциплинован и давао је предност учењу у односу на игру с вршњацима. Обраћао је пажњу на чистоћу; није волио да се игра јер би тако испрљао иначе чисте ципеле. Рано је развио интересовање за математику, историју и географију. Још у раним тинејџерским годинама, одлучио се на подстицање војне каријере. Ова идеја била је прихваћена у породици, с обзиром на сталне финансијске проблеме. Када је имао дванаест година, Лудендорф је уписан у кадетску школу у Плену, у данашњој њемачкој савезној држави Шлезвиг-Холштајн. Ту се показало да нема посебне физичке предиспозиције, али је постизао задивљујуће резултате у учењу. Три године касније, Лудендорф је напустио Плен и уписао се у Војну академију у Лихтерфелдеу, општини Берлина. Његов приступ се ни ту није мијењао; игнорисао је понашање осталих ученика и наставио је са интензивним учењем. Тако се све више изоловао од околине.

## Војна каријера и живот прије Првог свјетског рата
Деветнаестогодишњи Лудендорф је 1885. постао потпоручник 57. пјешадијског пука у Везелу у данашњој Њемачкој. У наредних осам година, служио је војску у Килу и Франкфурту на Одри. У овом периоду, Лудендорф је развио снажну дисциплину. Није стварао пријатељства, задатке је обављао беспријекорно и био је фокусиран искључиво на своје војне обавезе. Зато је његов потенцијал препознат и 1893. постао је члан Пруске војне академије у Берлину. Генерал Јакоб Мекел га је препоручио Генералштабу, те је 1895. унапријеђен у капетана. Командовао је 5. корпусом у Позену, својој родној провинцији. Ту се задржао и након 1900. кад је постао мајор. Обављао је функцију вишег штабног официра 5. корпуса од 1902. до 1904.

### Шлифенов план и припреме за рат
Прекретница Лудендорфове војне каријере било је повезивање са начелником Генералштаба Њемачког царства, фелдмаршалом Алфредом фон Шлифеном у Берлину, марта 1904. Сљедећу годину Лудендорф је провео пратећи идеје за формирање плана за предстојећи рат, који је касније добио име по Шлифену. План се заснивао на вођењу интензивног рата против Француза на западном фронту. За то вријеме би се на истоку водио дуг и стрпљив рат против Русије. Лудендорф се слагао са овим планом, објашњавајући да се он темељио на претпоставци да Француска свакако неће поштовати белгијску неутралност, или да ће се Белгија прикључити Француској у борби против заједничког непријатеља. Шлифен се пензионисао недуго након објављивања свог плана, а на његово мјесто стигао је Хелмут фон Молтке Млађи. Лудендорфова репутација је расла и за три године постао је потпуковник и вођа сектора за распоређивање трупа. Чин пуковника добио је 1911.
Лудендорф је у августу 1909. оженио Маргарет Шмит Перне. Упознали су се једне кишне вечери у Берлину. Тада је млади официр понудио свој кишобран и отпратио будућу супругу до куће. Маргарет Шмит је имала несрећан брак и развела се да би се удала за Ериха Лудендорфа. Никад нису имали дјецу, али је Шмит имала три сина и ћерку из првог брака којима је Лудендорф посветио велику пажњу и односио се према њима с љубављу. Ипак, ни брак није успио да поколеба дисциплину и војну оданост Ериха Лудендорфа.
Како се рат ближио, Лудендорф је изражавао своју забринутост за његов исход, сматрајући да је бројно стање у војсци на критичном нивоу. Јака и енергична офанзива на запад и вођење тешких борби са Русима на истоку захтијевали су огроман број војника, који њемачко министарство рата није одобравало. Нови проблем за Ериха Лудендорфа настао је када су у прољеће 1911. представници италијанског Генералштаба обавијестили Хелмута фон Молткеа да због ратне експедиције на сјеверу Африке Њемачка неће моћи да рачуна на италијанске војнике у борбама на западном фронту. Лудендорф је сматрао да су хитно неопходна још три додатна корпуса. Почетком 1911, Лудендорф и Молтке су тражили додатних 300,000 војника. Рајхстаг их је одобрио свега 10,000 у фебруару. Лудендорфову идеју нису подржали ни министар рата Јозиас фон Херинген ни директор министарства рата, Франц Вандел. Схвативши да такав начин комуникације неће обезбиједити потребне трупе, Лудендорф је контактирао пензионисаног генерала Аугуста Кајма, који је ангажовао политичара и предсједника Пангерманског савеза, Хајнриха Класа и Лудендорфова жеља је испуњена. Он се тако оглушио о устаљено правило да се њемачки генерали не мијешају у одлуке кајзера или канцелара. Због занемаривања одлука министарства рата Лудендорф је коначно разријешен дужности и напустио је Генералштаб у јануару 1913. Сљедеће задужење га је дочекало у Диселдорфу, гдје је био командујући официр 39. рајнског пјешадијског пука. Лудендорф није крио разочарање, јер се надао да ће му бити повјерен елитни Бранденбуршки пук, али то се није догодило. Први пут након тринаест година, било му је наређено да командује пуком. Додатна увреда била је чињеница да су многи његови неистомишљеници и противници унапријеђени. Међу њима био је и генерал Вандел, који је добио титулу племства и додатак фон испред презимена. Ипак, Ерих Лудендорф је показао послушност и прихватио одлуку својих надређених. Својој супрузи Маргарет је тада рекао: „Не постоје лични циљеви које војник треба да прати. Он иде тамо гдје је послат. Доста о томе“.
Лудендорф је пред одлазак из Берлина чуо вијести о смрти Алфреда фон Шлифена. Посљедњи осврт на свој план Шлифен је написао неколико дана прије смрти и у њему је још једном нагласио да је почетак рата близу и да је потребно напасти велика белгијска утврђења, првенствено Лијеж. Лудендорф се и тад слагао са идејама преминулог фелдмаршала, али више није био у позицији да их спроведе у дјело.
Лудендорфов допринос у Диселдорфу био је цијењен и запажен. Иако су се старији официри подсмијевали његовом приступу, млади војници су у њему препознали очинску фигуру и посматрали су га са великим дивљењем. У Диселдорфу је пронашао срећу и у приватном животу. Његова супруга се касније с радошћу присјећала времена проведеног у том граду. Војници и млађи официри били су тужни када су испраћали Ериха Лудендорфа на његову нову војну позицију у прољеће 1914. Тражио је да буде распоређен у Франкфурт, али му ни тад жеља није испуњена. Наређено му је да преузме команду над 85. пјешадијском бригадом у Стразбуру.
Лудендорф је у јуну 1914. вријеме проводио са синовима своје супруге, који су, опчињени успјесима свог очуха, започињали властите војне каријере. Они су потом отишли с мајком на одмор у Луцерн гдје су се задржали до краја јула. Лудендорф их је тад, схвативши да ће рат ускоро почети, упозорио и позвао да се врате у Њемачку. Прво су се срели у Стразбуру, након чега је Маргарет ради своје сигурности отишла у Берлин посљедњег дана јула.

## Први свјетски рат

### Инвазија Белгије и опсада Лијежа
Лудендорф је почетком Првог свјетског рата постављен на позицију замјеника начелника штаба за другу њемачку армију у Ахену, којом је командовао генерал Карл фон Билов. Лудендорф је био добро упућен у предвиђене задатке ове јединице, будући да су они били предочени у Шлифеновом плану. Главни циљ друге армије била је опсада града Лијежа у склопу инвазије Белгије. Лудендорф је још 1911. посјетио Лијеж и испитао његове одбрамбене снаге.  У току саме опсаде, Лудендорф је био присутан као посматрач дејстава шест комбинованих бригада којим је командовао генерал Ото вон Емих. Лудендорф и фон Емих су се први пут срели 3. августа у Ахену, одакле је армија кренула према Белгији наредног дана.
Инвазија Белгије започета је у рано јутро, 4. августа 1914, када су прве њемачке трупе ушле у белгијску територију и тако занемариле њену неутралност. Када се приближио Лијежу, Лудендорф се придружио 14. пјешадијској бригади коју је водио мајор-генерал Фридрих фон Вусов. Њемачке трупе су у Лијежу наишле на јак отпор. Одбрамбени систем овог града био је један од најсигурнијих у то вријеме. Након што је фон Вусов погинуо у борби, Лудендорф је преузео контролу над бригадом. Њемачке снаге су брзо напредовале и било је јасно да ће преузети контролу над градом. Када је Лудендорф грешком помислио да је цитадела заузета од стране пуковника фон Офена, запутио се према њој. У моменту кад су се врата тврђаве отворила пред њим, схватио је да је сам међу стотинама белгијских војника, који су се тада предали. Новински чланци у Њемачкој су писали о његовом херојству, иако је већина белгијских трупа у моменту предаје града већ била повучена. Одбрана Лијежа је званично пала 16. августа. Ериха Лудендорфа је због овог великог подвига њемачки цар Вилхелм II одликовао орденом за заслуге 22. августа 1914. године.

### Источни фронт и Паул фон Хинденбург
Док је јавност у Њемачкој славила почетне успјехе на западу, 8. њемачка армија под вођством генерала Макса фон Притвица се мучила да задржи продирање Руса са истока. Двије руске армије су вршиле офанзиву на Источну Пруску која је почела 12. августа 1914. Не очекујући напад Руса тако рано, генерал фон Притвиц је донио дискутабилну одлуку о повлачењу трупа западно од Висле. Ту одлуку он је телефонским позивом саопштио начелнику Генералштаба Молткеу Млађем. Остали чланови штаба генерала фон Притвица нису се слагали с овом одлуком и она је ускоро повучена. Огорчен његовом неодлучношћу, Молтке је 22. августа послао писмо у канцеларију фон Билова на име Ериха Лудендорфа. Лудендорфу је од стране Врховне команде Њемачке војске (њем. Oberste Heeresleitung) повјерена позиција начелника штаба осме армије, а на мјесто новог команданта требало је да дође пензионисани генерал Паул фон Хинденбург. Њих двојица су се први пут срели на станици у Хановеру, када је фон Хинденбург дочекао воз којим су отпутовали на исток.
Лудендорф и Хинденбург су се усагласили да са двије руске армије треба да се боре појединачно; прво се супротставити ближој, а након тога и преосталој армији. Такође су установили да 8. армија треба да буде распоређена источно од Висле. Када ту стигли у Маријенбург 23. августа, сазнали су да је по њиховом плану већ поступио Лудендорфов познаник из Берлина, потпуковник Макс Хофман, који је трупе 8. армије преусмјерио ка југозападу да би окружио руску војску. Лудендорф је у наредним данима био нервозан и предлагао је идеје о евентуалном повлачењу, али Паул фон Хинденбург није размишљао о томе. Потпуно изолована 2. руска армија генерала Александра Самсонова поражена је у Бици код Таненберга крајем августа 1914. Самсонов се, када је прихватио пораз, одлучио на самоубиство.  Био је то тежак ударац за Русе и једна од највећих ратних побједа у њемачкој историји. До средине септембра, 1. руска армија се повукла у Бици на Мазурским језерима, како не би била опкољена од стране њемачких трупа.
Недуго након успјешних акција на истоку, Лудендорф је примио разочаравајуће вијести од Хелмута фон Молткеа. Аустроугарска војска је поражена од стране Руса у Горњој Шлеској, а ни ситуација на западу није задовољавала, јер су њемачке армије генерала фон Клука и фон Билова доживјеле судбоносан пораз у Првој бици на Марни. Лудендорфу је било јасно да је Шлифенов план пропао. Ово је био његов посљедњи званични разговор са фон Молткеом, којег је 15. септембра 1914. замијенио  генерал Ерих фон Фалкенхајн, дотадашњи пруски министар рата. Очајан због лоше ситуације на ратишту, Лудендорф још није сазнао да му је посинак Франц истог дана тешко рањен код Буконвила.
Лудендорф је Генералштабу предложио да се дио 8. њемачке армије придружи 1. аустроугарској армији у Горњој Шлеској. Та идеја је прихваћена и формирана је нова 9. армија. Армију су водили Хинденбург, који је постао врховни командант њемачких трупа на Источном фронту, Лудендорф и Хофман. Лудендорф је већ 16. септембра стигао у Вроцлав, гдје је почео с планирањем даљих акција. Крајем мјесеца, почела је Битка за Варшаву. Трупе 9. армије су до 9. октобра стигле на ријеку Вислу, али се офанзива ту завршила. Лудендорф и Хофман су се жалили на недовољан морал и спремност аустроугарске војске. До краја октобра, њемачка војска се потпуно повукла. Овај пораз није се сматрао апсолутним неуспјехом, јер су приликом повлачења уништени мостови и пруге неопходни за даљи напредак Руса ка западу. Лудендорф је учествовао у и Бици код Лођа, која је трајала од 11. новембра до 6. децембра 1914. Иако су Руси остварили тактичку побједу, њихова офанзива на Шлеску је обустављена. Ерих Лудендорф је био огорчен војном тактиком Ериха фон Фалкенхајна, који је истовремено водио Прву ипрску битку на западном фронту. У тој бици је погинуло преко 130,000 њемачких војника, махом младића, које је Лудендорф сматрао потребним на истоку. Иако није стигао до потпуне побједе, достигнућа Ериха Лудендорфа на источном фронту током 1914. била су велика. Зато  је 27. новембра 1914. добио унапређење и постао генерал-пуковник.
Односи између Ериха Лудендорфа и Ериха фон Фалкенхајма су се временом погоршавали. Лудендорф је упорно указивао на значај побједе над руском војском на истоку, док је Фалкенхајн одбацивао његове молбе за додатне трупе и фокусирао се на борбе на француској територији. Лудендорф и Хинденбург су у јануару 1915. послали дио 9. армије војсци Аустроугарске. Фалкенхајн је, исфрустриран њиховом одлуком, послао наредбу по којој је Лудендорф требало да постане начелник штаба генерала фон Линзингена у јужној њемачкој армији. Ова наредба никад није ступила на снагу, јер је фон Хинденбург тражио директно од кајзера да је поништи. Осим тога, захтијевао је и додатна четири корпуса за источни фронт. Обје молбе су му испуњене. Лудендорф и Хинденбург су у фебруару 1915. водили Другу битку на Мазурским језерима, гдје је њемачка војска натјерала руску на повлачење према западу.
У октобру 1915, Лудендорф, Хинденбург и Хофман одлазе на подручје Каунаса. Ту је премјештено сједиште Врховне команде њемачких трупа Источног фронта (њем. Ober-Ost). У току посљедњих мјесеци 1915, Лудендорф се почео интересовати за многе аспекте невезане за његов чин; занимао се за основе цивилне управе, политику, индустрију и економију. И даље га је мучила чињеница да је недовољан број војника распоређен за ратне потребе, за шта је кривио корумпиране њемачке политичаре. Тада су почели да се формирају ставови које је Лудендорф користио у својој политичкој каријери у каснијим годинама живота. За вријеме боравка у Каунасу, Лудендорф је имао прилику да виђа своје синове, укључујући и Франца, који се опоравио од повреде. Сва тројица су постали чланови Њемачког ратног ваздухопловства и били су распоређени на источни фронт. Лудендорф је уживао у њиховом присуству.
Већ у марту 1916. долази до нових руских офанзива на истоку. Лудендорф се тада поново нашао у проблему, јер се очекивало да њемачке трупе одбране источни фронт, а све више војника је било потребно на западу. Нарочска офанзива у марту није била успјешна, али руски генерал Алексеј Брусилов је покренуо нови напад почетком јуна исте године. Брусилов је нападао ослабљену аустроугарску војску генерала Конрада фон Хецендорфа. Офанзива је трајала до 20. септембра и значајно је ослободила савезничке трупе на западном фронту притиска. Руси су напредовали све до Карпата, отпочевши тако Румунску кампању.

### Повратак на западни фронт
Начелник њемачког Генералштаба, Ерих фон Фалкенхајн је и даље водио рововске битке на западном фронту. Верденска битка, једна од најдужих и најкрвавијих битака Првог свјетског рата, почела је 21. фебруара 1916. године. Због очигледних неуспјеха у Верденској бици и недовољне подршке аустроугарској војсци у току Брусиловљеве офанзиве, фон Фалкенхајн је смијењен крајем августа 1916. и на његово мјесто је постављен Паул фон Хинденбург. Тада је Ерих Лудендорф постао генерал-интендант Генералштаба и унапријеђен је у чин генерала пјешадије. Њихово ново сједиште био је град Пшчина у данашњој Пољској. Први проблем с којим се Лудендорф сусрео на новој позицији је румунска војска која се укључила у рат на источном фронту. Истовремено, Верденска битка и Битка на Соми су још увијек трајале. За вођу операција у склопу Румунске кампање постављен је фон Фалкенхајн. Војска Централних сила предвођена генералом Аугустом фон Макензеном је тријумфално ушла у Букурешт 6. децембра 1916. Тако је напредовање румунских снага бар на кратко заустављено и Лудендорф и Хинденбург су се могли посветити ситуацији на територији Француске. Обојица су сматрали да се Верденска битка и Битка на Соми морају окончати што прије.

#### Програм Хинденбург
Тек неколико мјесеци након што је ступио на нову позицију у генералштабу, Ерих Лудендорф се заједно са Паулом фон Хинденбургом почео интересовати за промјене у њемачкој војној индустрији. Они су жељели да застарјеле ратне принципе дотадашњег Министарства рата замијене новим, радикалнијим методама. До 1916. је у држави било забрањено да се политичке или војне фигуре мијешају у питања индустрије. Нови представници Врховне команде нису се на то обазирали.
Хинденбург се надао стопроцентном порасту у производњи муниције до 1917. Осим тога, надао се да ће дотад бити произведено троструко више топова и митраљеза. Утицајни индустријалци су били скептични по питању ових идеја. Од њих се очекивало да смање извоз како би се помогла њемачка индустрије. Са друге стране, било им је запријећено да ће се смањити профит од челика којег су дотад продавали војсци. Они су ипак вјеровали да се пројекат може извести, ако би се ријешио проблем радне снаге, коју је требало максимално експлоатисати. Лудендорф се дуго водио идејом „тоталног рата“ у којем је потребно „економску, физичку и моралну снагу очевине подићи на највиши ниво“. Да би се то догодило, свака способна особа у Њемачком царству требало је да да свој допринос; фабрике би запошљавале сваког појединца, мушкарца или жену, спремног на рад. Закон који је то прописивао оформљен је 5. децембра 1916, одобрен од стране владе и Рајхстага. Овим законом је прописано да свака радно способна особа старости од 15 до 60 година мора да обавља рад који ће користити војној индустрији царства. Није им било дозвољено да одбију присилни рад, јер би у том случају били новчано или затворски кажњени. Хинденбург је канцелару Њемачког царства Теобалду фон Бетман Холвегу објаснио ситуацију: „Тренутно постоје хиљаде жена без дјеце, које су само финансијски терет државе. Такође, хиљаде је способних жена и дјевојака које не раде ништа или су запослене на безначајним позицијама. Принцип да ко не ради, не треба да једе никад није био тачнији, чак и кад се ради о женама“.
Програм је створио додатне проблеме Њемачком царству. Војници са ратишта су сматрали да су радници у фабрикама далеко боље плаћени, јер су радили за плате веће од њихових. Ни радници нису били задовољни, поготово након хладне зиме 1916. Владала је глад и животни стандард је био низак, супротно ономе што је било обећано. Зато су избијали протести. Циљеви Програма Хинденбург су од почетка били преамбициозни. Лудендорф, који је сам план подстицао, га је касније описао као „не само недовољним, него чак и штетним“. Довођени су ратни заробљеници из Белгије и Пољске како би радили у фабрикама. Услови за рад су били очајни; хладноћа и глад су спречавали значајније резултате, а већина радника је била исцрпљена и нерасположена за рад. До прољећа 1917. је постало јасно да је овај план пропао.

#### Употреба подморница у ратовању
Док су се Лудендорф и Хинденбург залагали за „тотални рат“ и мобилизацију што већег броја војника, канцелар Бетман Холвег је у септембру 1916. предлагао разматрање мировног споразума са Савезничким силама. За такав споразум се залагао амерички предсједник Вудро Вилсон. Лудендорф и Хинденбург нису прихватили ову идеју. Они су, несигурни у коначну побједу, били свјесни да Савезници неће пристати на услове који им у потпуности не одговарају, будући да имају предност на ратишту. Лудендорф је рекао: „Ако Њемачка склопи мир без профита, изгубила је рат“.
Почетком јесени 1916. се први пут спомиње употреба њемачких подморница у борби против савезничких бродова. Против ове одлуке били су и канцелар и кајзер, јер су у том случају очекивали укључивање САД у рат. Употребу овог оружја подржавао је и Ерих фон Фалкенхајн, што је касније довело до погоршања односа са Вилхелмом II. Зато су Лудендорф и Хинденбург опрезније приступили проблему: савјетовали су да је имплементација U-подморница једини начин да се рат преокрене у корист Њемачког царства брзо и ефикасно, тако што би се извршила блокада Велике Британије. Осим тога, покушај канцелара Бетмана Холвега да се избори за мир није успио, јер су Савезничке силе то одбиле. Почетком јануара 1917. одржана је сједница на којој је разматрана употреба подморница. Иако је канцелар знао да би усвајање таквог предлога могло укључити несврстане силе у рат, није могао да се супротстави војним савјетницима, јер није био довољно квалификован. Лудендорф је заједно са Хиндебургом убиједио Вилхелма II да у току вечери 9. јануара 1917. у Пшчини званично најави почетак употребе подморница у рату. Лудендорф је почетком 1917. закључио да се рат неће завршити ускоро и да предстоји велика борба за потпуну побједу или пораз. Одлучио је да ће приоритет бити одбрана. Аустроугарска је тражила помоћ њемачке војске у дејствима у Јужном Тиролу, док је бугарској војсци требала подршка у борби против савезничких сила у Македонији. Лудендорф је оба захтјева одбио.

#### Учешће САД и Руске Империје
У одлучујућим ратним биткама, значај западног фронта се посебно истакао. Борбе њемачке војске на истоку су бивале све рјеђе. Сједиште Генералштаба је крајем фебруара 1917. премјештено у Бад Кројцнах, ближе западном фронту. У априлу је до штаба стигла вијест да су САД објавиле рат Њемачкој. Током фебруара и марта, Ерих Лудендорф је водио Операцију Алберих, као одговор на офанзиву француског генерала Робера Нивела. Циљ операције је било повлачење њемачке војске на западном фронту до дефанзивних позиција које су добиле име Хинденбургова линија. Њемачка војска је у току повлачења палила и уништавала све пред собом, остављајући иза себе пустош. Путеви, мостови и пруге су минирани. Села и насеља су спаљена, извори питке воде уништени или загађени. Нанесена је огромна штета локалном цивилном становништву, превасходно Французима. Лудендорф је био задовољан исходом операције; ширина фронта је значајно смањена, омогућена је реорганизација трупа, а савезничка војска је била потпуно изненађена овим повлачењем.
Лудендорф је имао утицај и на руско учешће у рату. Почетком 1917, изузетно бурна политичка збивања су погодила Руско царство. Цар Николај II се одрекао престола у марту. Руски војници нису били расположени за ратовање. Бољшевици, предвођени Владимиром Лењином, су се залагали за окончање рата. Лудендорф је тада савјетовао марксистички руски активиста Александар Парвус, који је објаснио да би Њемачка требала дозволити Лењину повратак у Русију. Лењин се тада налазио у Швајцарској. Његово учешће било је кључно за успостављање контроле бољшевика и напуштање рата од стране руске војске. Средином априла, Лудендорф је обезбиједио запечаћени воз којим је Лењин из Цириха преко њемачких територија отпутовао у Петроград (данас Санкт Петерсбург).
Могуће је да је Лудендорф потцијенио значај уласка САД у рат на страну савезничких сила. Њега је у прољеће 1917. више бринуо извјештај о стању на западном фронту којег је добио 9. априла, на свој 52. рођендан. Француска и британска војска су биле одлучне у намјери да се рат оконча прије доласка америчких трупа. Њихова заједничка офанзива се одвијала у априлу 1917. Предводили су је француски генерал Робер Нивел и британски фелдмаршал Даглас Хејг. Од Британаца се очекивало да изврше притисак на противника у околини града Араса, док су Французи започели пробој на подручју француске провинције Шампање и ријеке Ене. Офанзива је имала катастрофалне посљедице за француску војску; у првих десет дана напада који је почео 16. априла, Француска је изгубила око 135.000 војника, а у многим дивизијама је дошло до побуна. Ни Лудендорф, ни остатак њемачког генералштаба није био изненађен овим догађајима. Погинуо је и огроман број њихових војника. Лудендорф је мислио да су једино неактивност и мирна ситуација на истоку спријечили потпуни крах њемачке војске.
Канцелар Бетман Холвег је и даље савјетовао да рат треба да се заврши што раније, макар и потписивањем мировног споразума. Лудендорф се тој идеји противио. Његов некадашњи пријатељ и савјетник Макс Хофман се касније осврнуо на Лудендорфово ментално стање и став током одлучујућих мјесеци крајем рата. За разлику од ранијих времена, Лудендорф више није имао стрпљења да слуша туђа мишљења и био је упоран у извршењу својих одлука, ма колико оне биле дискутабилне. Он је сматрао да учествује у вођењу рата унутар и ван властите државе. Првенствено му је сметало наметање предлога о мировним преговорима и одустајању од ратних акција. Мир је доводио у обзир само у случају да Њемачка бира услове као надмоћна сила. Није био задовољан ни нивоом подршке пружене њемачким војницима, чији је морал временом слабио. За ове проблеме, кривце је проналазио у политичким фигурама, а највише у канцелару Бетман Холвегу. Лудендорфа су све чешће суочавали са евидентним неуспјехом њемачких подморница у борби са британском флотом. Резултати постигнути тим начином ратовања нису задовољавали. Ове чињенице је предочио политичар Матијас Ерцбергер у свом говору 6. јула у Рајхстагу. Статистички подаци које је он имао јасно су указивали на немоћ подморница у слабљењу британске економије. У Рајхстагу су ове податке схватили озбиљно па је започет процес креирања мировне резолуције. Двојица највећих војних личности у Њемачкој, фон Хинденбург и Лудендорф, били су огорчени и појавили су се у Берлину већ наредног дана. Тада им је кајзер Вилхелм II објаснио да одлуке Рајхстага нису њихова надлежност те им је наредио да се хитно врате у Кројцнах. Ипак, у данима који су услиједили, велики број противника канцелара Бетмана Холвега се огласио. Многи њемачки политичари су били убијеђени да се мир може постићи искључиво ако канцелар поднесе оставку. То је приморало кајзера да сазове сједницу 12. јула, на којој је одлучено о судбини Бетмана Холвега. Када су контактирани Лудендорф и Хинденбург, они су кајзеру телеграмом прослиједили своје оставке. Кајзер је љутито примио ове вијести. Бетман Холвег није могао да прихвати да два организатора војних борби одступе, па је сљедећег дана кајзеру понудио своју оставку, која је одобрена. Самим тим, Лудендорф и Хинденбург су судбину Њемачког царства преузели у своје руке.
У љето 1917, борбе су се одвијале како на западу, тако и на истоку. Руси су, упркос заплетеној политичкој ситуацији, почетком јула организовали офанзиву на подручју Галиције. Њу је наредио тадашњи министар рата Привремене руске владе, Александар Керенски. Централне силе су очекивале овај напад, па је Ерих Лудендорф послао шест њемачких дивизија. Након неуспјешног првог напада, дошло је до недисциплине и побуна у руској војсци. Нијемци су одговорили контраофанзивом 19. јула. До почетка августа, руска војска се потпуно повукла из Галиције. Била је то посљедња руска офанзива у Првом свјетском рату. Истовремено, Савезничке силе предвођене британском војском су на у Фландрији учествовале у Трећој бици код Ипра (позната и као Битка код Пашендала). Битка је почела у рано јутро 31. јула. Њемачку одбрамбену линију контролисали су Фридрих Сикст фон Армин и шеф његовог штаба, генерал Фриц фон Лосберг, у којег је Лудендорф имао много повјерења, будући да га је сматрао генијалним организатором одбрамбених дејстава. Циљ савезничке акције био је продор кроз Белгију до њемачких подморничких база. Услови за територијално напредовање били су готово немогући, с обзиром да је усљед обилних падавина блато спречавало кретање војника и возила.
Лудендорф је желио да што прије закључи ратовање на источном фронту. Тражио је од генерала Хофмана да изврши офанзиву на Ригу, са циљем да се отвори пут ка Русији и њеној предаји. Та офанзива је почела 1. септембра и завршила се релативно успјешно; Рига је заузета без проблема, али број заробљених и страдалих руских војника није био довољно велик, зато што су се руске трупе повукле на вријеме.
Ерих Лудендорф је почетком септембра стигао у Баден-Баден, гдје се срео са својом супругом Маргарет. Ту је стигао како би јој пренио вијест о смрти њеног најстаријег сина Франца. Прво јој је рекао да се његов авион срушио иза непријатељских линија, да би касније признао како је у ствари Франц завршио у мору. Његово тијело је касније пронађено на обалама холандског острва Висекерке. Сахрањен је уз војне почасти у Берлину. Лудендорфу је тешко пала смрт најстаријег посинка, будући да је био изузетно поносан на његове војне успјехе. Посљедњи пут га је видио у Лилу, двије недјеље прије његове погибије.
Иако је Лудендорф силно желио искључити Русију из рата, било је важније задржати Аустроугарску као савезника. Зато је крајем октобра оформљена 14. њемачка армија са циљем да се помогне аустроугарска војска у Бици код Кобарида против Италије. Ту њемачку војску чинило је шест дивизија којима је командовао генерал Ото фон Белов. Операција је била успјешна и Лудендорфове трупе су се вратиле у Белгију средином новембра. Тамо је још увијек трајала Трећа битка код Ипра. Нијемци су успјешно одбијали жестоке и честе нападе британске, канадске и аустралијске војске, али је Лудендорф због тих напада бјеснио. Због великог броја жртава, често се консултовао са својим савјетницима и обилазио је бојиште како би добијао извјештаје од официра који су учествовали у борбама. Битка за Пашендал је трајала све до 10. новембра, када је напредовање Савезника заустављено уз огромне губитке са обје стране. Лудендорф је знао да упркос тренутно задовољавајућој ситуацији, судбина њемачке војске на западном фронту не обећава, јер су Савезници били знатно бројнији; огроман број америчких војника преко Атлантског океана се увелико припремао за битке у Европи. Ни сам Лудендорф више није вјеровао да ће Њемачка морнарица спријечити долазак америчких трупа на европско тло.
Ерих Лудендорф је нове лоше вијести чуо већ 20. новембра, када су Британци започели тенковску офанзиву на француски градић Камбре. За разлику од претходних савезничких акција, ова је Лудендорфа потпуно изненадила. Британци су брзо напредовали првог дана офанзиве, заробивши око 8,000 њемачких војника, али поново нису успјели да искористе своја освајања. Њемачки контранапад је услиједио крајем новембра и неке британске дивизије су потиснуте чак и иза почетних линија.
Крајем октобра 1917, битака на источном фронту готово да није ни било. Бољшевици на челу са Владимиром Лењином су преузели власт у Русији. Мјесец дана касније, Ериха Лудендорфа је конактирао војни командант Николај Криленко, како би иницирао договор о примирју. Лудендорф се потом консултовао са Максом Хофманом који је цијели рат провео водећи битке на истоку. Хофман је 2. децембра 1917. дочекао руску делегацију у Брест-Литовску (данас Брест у Бјелорусији). Преговори о примирју су почели. О детаљима споразума се вијећало у Кројцнаху 18. децембра. Тада је Лудендорф изнио свој став да се Русији требају одузети огромне балтичке територије, чему се противио државни секретар одјељења спољних послова Рихард фон Килман. Лудендорф, који је коначно могао да размисли о враћању трупа са источног фронта, провео је Божић 1917. са својом супругом Маргарет.

#### Лудендорфова офанзива
Број њемачких војника на западном фронту се очекивано повећао. Вјерује се да је до марта 1918. тај број био већи за 30 процената. Тако је Њемачка по први пут у читавом рату била бројно надмоћна у односу на Савезнике. На западном фронту је већ у јануару 1918. било преко 200.000 америчких војника. Лудендорфов план је био да њемачка војска нападне што прије. Он је своје идеје у вези Прољећне офанзиве објашњавао још крајем претходне године. Првих дана јануара, дошло је до погоршања односа између Лудендорфа и његовог дугогодишњег пријатеља и савјетника, генерал-мајора Макса Хофмана. Хофман се није слагао ни са Лудендорфовим захтјевима везаним за Мировни споразум у Брест-Литовску; мислио је да је Њемачкој довољан само обруч пољске територије. Такође је сматрао да се противник не може побиједити на ратишту. Он се зато залагао за мир уз компромис, на који Лудендорф никад није био спреман. Када је Хофман своја запажања предочио у Кројцнаху 2. јануара, Лудендорфово лице је попримило љубичасту боју и викао је на све присутне, укључујући и кајзера Вилхелма II. Њихов однос се никад није побољшао. Лудендорф је ипак успио да се избори за своје ригорозне услове Мира у Брест-Литовску који је потписан 3. марта 1918.
Њемачка Прољећна офанзива (често се зове и Лудендорфова офанзива) званично је почела 21. марта у околини града Сан Кентена на сјеверу Француске, релативно близу Камбреу. Ова уводна војна дејства у оквиру офанзиве носила су име Операција Михаел. Лудендорф је од самог почетка операције захтијевао да над њом има потпуну контролу. Он се надао да ће се извести снажан продор на сјеверозапад и тако заузети важне луке на француској обали. Такође се надао да ће њемачка војска на овај начин одвојити британску војску од француске и потиснути је према мору.  Његово ментално стање уочи догађаја који су услиједили историчари доводе у питање. За разлику од мирног Хинденбурга, Лудендорф је био константно нерворан. Непосредно прије почетка офанзиве упозорио је кајзера: „Немојте мислити да је пред нама офанзива какву смо имали у Галицији или Италији. Биће то огромна борба која ће почети на једном мјесту, наставити се на другом, захтијевати много времена, бити тешка али на крају успјешна“. Британци су се ослањали на одбрану у нади да ће опстати док се америчке трупе не укључе у борбу. Операција Михаел је трајала до 5. априла. Иако је освојена значајна територија, резултат није био задовољавајући у стратешком смислу. Важни француски градови нису освојени, а број њемачких жртава је био велик. Преживјели војници били су исцрпљени и ослабљеног морала. У авионским биткама које су вођене изнад Француске, погинуо је и Ерихов најмлађи посинак, његов имењак Ерих.
Лудендорф је комплетну офанзиву замислио као низ акција чији су се циљеви мијењали у зависности од противничких потеза и одлука које је издавао француски генерал Фердинанд Фош. Операција Михаел је у околину града Амјена довела бројне британске дивизије које су се ту окупиле зарад одбране града. Било је простора за њемачку војску да притисне Британце у Фландрији и то на обје обале ријеке Лис. То је била операција Жоржет, која је почела у првим данима априла. Како је у њој учествовало свега 11 дивизија, напад је убрзо пропао. Лудендорф је обуставио операцију 29. априла, видно разочаран. Посебно га је љутила чињеница да многи војници нису били мотивисани и заинтересовани за борбу. Чак и они најоптимистичнији су тада прихватили судбину и признали да је пораз неизбјежан. Ипак, Ерих Лудендорф је наредио нови напад крајем маја. Операција Блихер је почела 27. маја између Соасона и Ремса. Циљ је још увијек био одвајање француских и британских трупа и ослобађање простора према сјеверу који би служио ширењу њемачке војске. Крајем маја се у рат на западном фронту укључила америчка војска. Лудендорфове трупе су напредовале брзо и три дана касније су стигле до ријеке Марне, одакле се Париз чинио као достижна мета. Кајзер се одушевљавао, али Лудендорф је био незадовољан јер је противничка одбрана још једном добро испратила његов напад. Тај напад је потпуно заустављен 5. јуна, када су се савезничке снаге довољно појачале. Друга битка на Марни, посљедњи напад њемачке војске у склопу Прољећне офанзиве одиграла се између 15. и 18. јула. Седма њемачка армија је прешла Марну источно од градића Шато Тјерија, док су прва и трећа армија напале источно од Ремса. Отпор на који су Нијемци наишли је био толико жесток, да је Лудендорф већ 16. јула наредио повлачење двеју од три армије. Услиједила је Битка код Соасона, од 18. до 22. јула, као одговор на њемачку офанзиву. Лудендорф је прије Операције Михаел на располагању имао 207 дивизија. Крајем јула, остало их је свега 66.

#### Офанзива од сто дана и оставка
Иницијатива је након 22. јула припала Фердинанду Фошу и тако је остало до краја рата. Дана 8. августа 1918, Савезници су започели такозвану Офанзиву од сто дана. Лудендорф је тај дан прогласио „црним даном њемачке војске у историји овог рата“. Његово ментално стање се у том периоду погоршало. Све чешће га је обузимала нервоза, а јављали су се и напади панике и бесмислен оптимизам. Бетман Холвег, тада канцелар Њемачке, једном приликом је саговорнику адмиралу фон Милеру рекао: „Ви не познајете Лудендорфа, који је велик једино у успјешним временима. Када ствари крену по злу, он изгуби живце. Видио сам то на источном фронту“. Нагле промјене у његовом понашању су примијетили и чланови генералштаба, па су ангажовали познатог психијатра тог времена, доктора Хохајмера. Лудендорф није знао прави разлог његове посјете. Након што је одлазио, др Хохајмер је прокоментарисао да су Лудендорфова „снага и креативна моћ оштећени“ јер је у посљедње вријеме „превише радио и није имао довољно одмора“. Лудендорф се дјелимично сложио, рекавши да и он то некад осјећа. Хохајмер му је одредио терапију коју је Лудендорф поштовао. Ипак, навике у вези са ратиштем није мијењао, па је и даље мало времена проводио одмарајући.
Маршал Фердинанд Фош је у офанзиви која је почела 8. августа примијенио идентичну тактику којом се Лудендорф служио у својој, неуспјешној офанзиви. Напади које су Савезници изводили били су жестоки али ограничени, тако да се догађају у низу на различитим мјестима. Основни предуслов за успјех овакве офанзиве су ресурси, које Лудендорф није имао. Он је тако посматрао катастрофу која се ближила њемачкој војсци. Шеф њемачке војне обавјештајне службе Валтер Николај је у свом дневнику крајем августа записао: „По први пут препознајем да је [Лудендорф] достигао границу своје снаге“. Др Хохајмер је прибиљежио да је тада „Лудендорф био притиснут са свих страна“.
Ментални проблеми са којима се Ерих Лудендорф суочавао кулминирали су крајем септембра. Дана 28. септембра 1918. око шест часова увече, у граду Спа (у данашњој Белгији),  Лудендорф се запутио до Хинденбургове канцеларије и објаснио потребу за примирјем. Хинденбург је објема рукама ухватио Лудендорфову десну и потврдно климнуо главом. Наредне вечери је Лудендорф исто поновио Паулу фон Хинцеу, њемачком министру спољних послова, рекавши да ће се савезничка офанзива на западном фронту претворити у катастрофу ако се хитно не уговори примирје.
Нови њемачки канцелар, принц Максимилијан фон Баден је почетком октобра послао писмо америчком предсједнику Вилсону, у ком је затражио примирје. Вилсон је одговорио да је спреман да својим савезницима предложи мир, али да Њемачкој не би било дозвољено да гради услове тог мира. Сви захтјеви Савезничких сила били би задовољени без полемике. Када су 24. октобра чули за ове неприхватљиве услове, представници Врховне команде Лудендорф и Хинденбург су кајзеру саопштили да је реалније да Њемачка настави рат.
Канцелар фон Баден је 26. октобра од кајзера захтијевао да се Лудендорф разријеши дужности. Лудендорф је, као и много пута раније, истог дана припремио документ у којој нуди оставку. Он је тада у Берлину кајзеру рекао да више је осјећа његово повјерење и замолио је за свој опозив. Кајзер му се захвалио и прихватио оставку. Лудендорф је тада салутирао и напустио просторију. Када је Хинденбург питао да ли кајзер жели и његову оставку, канцелар фон Баден се изјаснио да је неопходно да се Хинденбург задржи због „његовог симболичног значаја за њемачки народ“. Кајзер се сложио. Када су напустили дворац, Хинденбург је Лудендорфу предложио да се одатле заједно одвезу аутомобилом. Лудендорф је то одбио. На питање зашто, одговорио је: „Одбијам да имам посла са тобом јер ме третираш тако отрцано“.  Када се срео са супругом Маргарет, Лудендорф је кратко изјавио: „Кајзер ме отпустио. Разријешен сам дужности“. Супруга није успјела да га наговори на објашњење; дуго је сједио мирно да би након тога устао и гласно рекао: „За двије седмице нећемо имати ни царство ни цара. Видјећеш“.
Примирје је потписано 11. новембра 1918. у Компјењу. Лудендорф се до пред крај рата налазио у изнајмљеном стану своје супруге у Западном Берлину. Дане је проводио непрестано сједећи у тишини за својим радним столом.

## Живот након рата

### Изгнанство
Како је савезничка офанзива на западном фронту напредовала, тако се ситуација у Берлину погоршавала. Избијали су масовни протести и нереди. Незадовољни народ је тражио кривце за пораз у рату. Лудендорф је захваљујући војној диктатури коју је спроводио у претходне четири године био на мети. Био је свјестан своје угрожености. Када се народ почео окупљати око улице у којој је боравио, власница стана му је наредила да напусти зграду да не би довео у опасност остале станаре. Зграду је напустио 9. новембра увече. Користио је лажну браду и наочале како га не би препознали. Прво је отишао у Потсдам код свог брата који је предавао као професор на универзитету, да би се већ наредног дана вратио у Берлин. Када је схватио да је у Берлину несигуран, напустио је државу 16. новембра и отпутовао у Данску. Супруга Маргарет се са овом одлуком никад није сложила и остала је у Берлину.
Лудендорфа су врло брзо препознали у Данској. Постао је озлоглашен, поготово због оштрих критика које су изношене у њемачким новинама. Сигурно се није осјећала ни његова супруга, јер се спомињало да би њено евентуално задржавање могло вратити Лудендорфа у Њемачку. Убрзо је и она избачена из стана. Многи њени пријатељи се нису усудили да јој пруже уточиште, али се ипак нашао један брачни пар који је то учинио. „Дугујем им срчану захвалност, јер многи нису имали храбрости да понуде уточиште жени најомраженијег човјека у читавој Њемачкој“, присјећала се касније Маргарет.
Лудендорф је у писмима која је из Копенхагена слао супрузи откривао у каквом се психичком растројству налази: „Живци су ми на ивици, често изгубим контролу над говором“, признао је у једном од писама. Такође је био „повријеђен усљед незахвалности њемачког народа“ и жалио је своју „тешку судбину“. Атмосфера у Данској је за њега постала неиздржива, па је већ почетком децембра отишао у Шведску, гдје му се придружила и супруга неколико дана касније.
Лудендорф се настанио у Хеслехолму у близини града Малмеа. Вријеме је у Шведској проводио радећи на својој аутобиографији. Упркос лошем памћењу, желио је да тај рад заврши што прије. У њему је намјеравао да оправда своје поступке. Маргарет је убрзо одлучила да се врати у Њемачку, јер није могла да поднесе да њена ћерка и син трпе тешкоће док она живи у миру далеко од њих. Социјалдемократски активисти у Шведској су захтијевали да се Лудендорф изручи Њемачкој. Тада му је понуђен егзил у Финској, али је он крајем фебруара 1919. одлучио да се врати у своју државу, процијенивши да ће бити безбједан, јер су се револуционарни нереди и устанци смирили.

### Повратак у Њемачку и почетак политичке каријере
Лудендорф је по повратку у Берлин, за разлику од многих других њемачких генерала, био изузетно повлашћен. Чак и они који су крајем рата причали о његовим психичким испадима, сада су то порицали. Њему и супрузи Маргарет била је повјерен луксузни апартман у хотелу Адлон. Ради своје сигурности, људима које није познавао се представљао лажним именом Карл Нојман. С обзиром да су у хотелу боравили и многи савезнички официри, Лудендорфу је обезбијеђен задњи излаз како их не би сретао, мада њему самом нису сметали такви сусрети. Многи британски ветерани су жељно ишчекивали да виде свог некадашњег противника. Ипак, он се неколико седмица касније настанио у Викторијиној улици (њем. Viktoriastraße) у берлинској општини Тиргартен. Ту је такође имао прилику да ужива у комфору на који није навикао.

#### Капов пуч
Лудендорфово име је чак и након неуспјеха у Првом свјетском рату имало своју тежину. Зато су многи у њему препознали утицајног политичког сарадника. Његов стан у Викторијиној улици редовно су посјећивале истакнуте личности новопроглашене Вајмарске републике. Најозбиљнији међу њима били су Валтер фон Литвиц и Волфганг Кап. Састанцима је присуствовао и Ерихов једини преживјели посинак Хајнц.
Лудендорф је учествовао у неуспјелом Каповом пучу који се догодио 13. марта 1920, са циљем да се сруши Вајмарска република и успостави аутократска власт. Фон Литвиц и Кап били су вође пуча. Предсједник Фридрих Еберт је тада био приморан да напусти Берлин, али је било потребно свега пет дана да се пучисти савладају. Лудендорф је побјегао у Баварску 15. марта 1920. За вријеме планирања пуча, Лудендорфов однос са Маргарет се знатно погоршао. Његово ново напуштање Берлина је додатно угрозио њихов брак. Она му се ускоро придружила када су се 20. августа настанили у селу Лудвигсхее у близини Минхена. Лудендорф је касније објашњавао како су га у Баварску одвели приватни разлози, с обзиром да је тамо боравила његова једина жива сестра. Ипак, Минхен је био идеално мјесто за његово политичко дејствовање.

### Сарадња са Хитлером
У мају 1923. је Ериха Лудендорфа посјетио Рудолф Хес, који је донио позив за састанак са оснивачем Нацистичке партије Адолфом Хитлером. Лудендорфове идеје су се поклапале са Хитлеровим, посебно по питању Јевреја. Он је сматрао да је Њемачка изгубила рат због унутрашњих проблема и да јој је „забоден нож у леђа“. Кривицу је приписао љевичарима, политичким фигурама, комунистима и између осталих – Јеврејима. На састанак са Хитлером је пристао и он се догодио неколико дана касније. Очекивано, резултат је био задовољавајући, будући да су један другом саопштили идеје и виђења око којих су се слагали. Лудендорф је у младом Хитлеру препознао потенцијалног заговорника радикалне деснице. Како је Њемачку уздрмала политичка нестабилност, првенствено изазвана глађу и инфлацијом, Хитлер је користио прилику да изазива масовне протесте широм Баварске. Лудендорф га је редовно подржавао и стајао с њим раме уз раме. Такви наступи Нацистичке партије су забрањени када је Густав фон Кар постао државни комесар у Баварској, што је погоршало његов однос са Хитлером. Кару су у спровођењу политичке диктатуре подршку пружали шеф државне полиције Ханс фон Сајсер и командант Рајхсвера за баварски дистрикт Ото фон Лосов.

#### Пивнички пуч
Адолф Хитлер је искористио углед и ратно искуство Ериха Лудендорфа како би покушао преузети власт у Баварској крајем 1923. Планирао је да, након што са Нацистичком партијом заузме Минхен, одатле сруши тренутну власт. Лудендорф је након пуча требало да води нову њемачку војску.
Хитлер је одлучио да се пуч изврши 8. новембра увече, када је Кар требало да одржи говор у великој минхенској пивници Биргенбреукелер пред око три хиљаде људи. Сајсер и Лосов су такође били очекивани. Лудендорф се првобитно залагао за помирење Хитлера и Кара, будући да је Кар био десничарски представник и јавно се противио тренутној влади Вејмарске републике. Сматрао је да би исход био позитивнији ако би се и Кар укључио у извођење пуча. Састанак у ту сврху се десио 7. новембра, али никакав договор није постигнут.
Адолф Хитлер се 8. новембра у 8 и 40 увече попео на столицу у минхенској пивници и испалио хитац који је обиљежио почетак пуча. Тада је објавио да је „избила национална револуција и да је пивницу опколило шест стотина наоружаних људи“. Такође је упозорио да је припремљен и митраљез за случај потребе. Затим је наредио да му се Кар, Лосов и Сајсер придруже у сусједној просторији. Објаснио им је њихове улоге у будућој влади. Такође им је рекао да у пиштољу има четири метка; три за њих у случају да му се успротиве и један, посљедњи, за себе. Ерих Лудендорф се у том моменту још увијек налазио у својој вили у Лудвигсхееу. Убрзо је добио телефонски позив у којем му је објашњено да је његово присуство круцијално. По њега је стигао његов посинак Хајнц Перне. Они су се затим, обојица у ратној униформи, запутили према пивници. Када је Лудендорф стигао, он се заједно са осталим кључним учесницима пуча појавио на подијуму. Ту су редом говорили пред присутним. Хитлер је затим напустио пивницу како би се позабавио другим проблемима. Лудендорф је брзо распустио Кара, Лосова и Сајсера. Њима је тако омогућено да одмах поступе супротно обећањима које је од њих изнудио Хитлер.
Нереди и збуњујућа атмосфера обиљежили су ноћ. Ситуација није била јасна ни Лудендорфу, који је упорно покушавао да ступи у контакт са Лосовом. Кар се коначно огласио у зору 9. новембра, када је отказао проглашења изнуђена претходне ноћи. Лудендорф се с тим није помирио; наредио је марш три хиљаде људи са ненапуњеним пушкама. Када су наишли на око 130 припадника полиције, дошло је до сукоба у ком је погинуло 20 жртава. Лудендорф је ухапшен истог дана, док су остали нацисти покушавали да побјегну. Хитлер је ухваћен тек два дана касније. Учесницима пуча је суђено почетком 1924. године. За разлику од већине осталих, укључујући и Хитлера, Ерих Лудендорф је ослобођен уз објашњење да је за вријеме нереда био толико емоционално потресен да није био свјестан својих дјела. Он је прокоментарисао одлуку као „срамоту коју моја униформа и одликовања нису заслужили“. Његов посинак, који је служио искључиво као возач, био је осуђен на краћу затворску казну уз новчану наплату од хиљаду марака. Ни однос Лудендорфа и Хитлера није био исти након Пивничког пуча. Њихови разговори често су се завршавали сукобом идеја.

### Касније године и смрт
Лудендорф је у прољеће 1924. године добио мјесто у Рајхстагу. Након смрти предсједника Еберта, кандидовао се на изборима као представник НСДАП. Резултати који су стигли крајем марта 1925. били су поражавајући: Лудендорф се налазио на дну листе од седам кандидата са свега 1.1 процената валидних гласова. Како ниједан од кандидата није имао бар 50 процената гласова, избори су поновљени крајем априла. Тада је побједу однио Паул фон Хинденбург. Хитлер се тада приклонио њему у нади да ће моћи да га искористи за своје политичке планове. Лудендорф је, бијесан и разочаран, прекинуо контакт како са Хитлером и Нацистичком партијом, тако и са Хинденбургом.
Лудендорф је љета 1926. напустио своју супругу Маргарет након седамнаест година брака. Дана 14. септембра, оженио је др Матилду фон Кемниц, ексцентричну специјалисткињу психијатрије и оснивача Народног покрета. Имали су прилику да се сретну раније у Берлину. Сада су живјели заједно у њеној вили у баварској општини Туцинг. Она се већ тад истицала по екстремним ставовима везаним за одређене групе у Њемачкој. Била је велики противник хришћанства и окултизма. Залагала се за „њемачко схватање Бога“ и креирање нове њемачке религије, која је у својој сржи била антихришћанска. Ти ставови су имали снажан утицај на Ериха Лудендорфа. У наредним годинама су заједно издали бројне часописе и књиге које штампали у властитој издавачкој кући у Минхену.
На Лудендорфов 70. рођендан, 9. априла 1935, Адолф Хитлер се, иако непозван, појавио у његовој кући. Желио је да га унаприједи у генерал-фелдмаршала, највиши војни чин у Њемачкој. Лудендорф је побјеснио, изјавивши да се та титула „стиче на ратишту, а не на рођенданској чајанци у мирним временима“.
Ерих Лудендорф је умро 20. децембра 1937. године у Минхену у 73. години живота након болести мокраћне бешике. Два дана касније, ковчег са његовим тијелом је почасно испраћен кроз улице Минхена. Испоштована је његова жеља да се сахрани у Туцингу. Сахрани је присуствовао и Адолф Хитлер, а ковчег је био прекривен заставом на којој је била свастика.

## Дјела
- Meine Kriegserinnerungen 1914–1918 (Моји ратни мемоари 1914-1918), 1919.
- Urkunden der Obersten Heeresleitung über ihre Tätigkeit 1916-18 (Документи Врховне команде о њеним активностима), 1919.
- Das Friedens- und Waffenstillstandsangebot (Понуда мира и примирја), 1919.
- Das Verschieben der Verantwortlichkeiten (Пребацивање одговорности), 1919.
- Das Scheitern der neutralen Friedensvermittlung August/September 1918 (Пропаст неутралних мировних преговора у августу и септембру 1918), 1919.
- Kriegsführung und Politik (Ратовање и политика), 1921.
- Vernichtung der Freimaurerei durch Enthüllungen ihrer Geheimnisse (Уништење масонерије откривањем њених тајни), 1927.
- Die überstaatlichen Mächte im letzten Jahre des Weltkrieges (Наднационалне силе у посљедњој години свјетског рата), 1927.
- Kriegshetze und Völkermorden (Ратно хушкање и геноцид), 1928.
- Mein militärischer Werdegang (Моја војна каријера), 1933.
- Der totale Krieg (Тотални рат), 1935.[237]